# Amboss (Heraldik)

Im grünen Wappen von Weesby ein silberner Amboss mit drei balkenweis goldenen Erlenblättern am oberen Schildrand

Wappen von Eskilstuna mit Wolkenfeh

Der Amboss ist in der Heraldik eine gemeine Figur und befindet sich in vielen Wappen. 
Dargestellt wird der Amboss oft gemeinsam mit anderen Wappenfiguren. Selten ist er allein im Wappen und noch seltener in größerer Anzahl. Der gelegentlich mit Hammer abgebildete Amboss symbolisiert das Handwerk des Schmiedes. Das Schmiedehandwerk war Jahrhunderte prägend für eine Gemeinde. Es war eine Tätigkeit der Waffenschmiede oder wichtiger Partner der Land- und Pferdewirtschaft. Der Amboss kann in den bekannten heraldischen Farben im Wappen sein, trotzdem ist Schwarz, Gold und Silber bevorzugt.
Ein seltenes und kaum verändertes Wappenbild ist das der Stadt Ruhla. Hier wird ein Schmied in Front hinter einem Amboss beim Bearbeiten eines Hufeisens (zeitweilig Schwert und Messer bearbeitend) dargestellt. Um dieses Wappen ranken sich viele Sagen und Geschichten zur Entstehung.
Ein weiteres Beispiel ist das Wappen von Heiligenhaus oder das von Moncey. Mezőkovácsháza zeigt das Sortiment einer Schmiedewerkstatt. In Noormarkku sitzt ein Eichhörnchen auf dem Werkzeug.

## Einzelnachweis
1. ↑  Heinz Machatscheck: Unterhaltsame Wappenkunde. Verlag Neues Leben, Berlin 1981, S. 100.